# كارلوس كينغ
كارلوس كينغ (بالإنجليزية: Carlos King)‏ هو لاعب كرة قدم أمريكية أمريكي، ولد في 25 نوفمبر 1973 في غاردين غروفي في الولايات المتحدة.